# 37313 Paolocampaner
37313 Paolocampaner este o planetă minoră (asteroid), cu un diametru de 5,541 km, din centura de asteroizi. A fost descoperită pe 16 august 2001 la osservatorio astronomico della Montagna Pistoiese⁠(d) de Maura Tombelli⁠(d). 
Obiectul prezintă o orbită caracterizată de o semiaxă mare de 3,0825666 UAi, o excentricitate de 0,01, o înclinație de 11,51193 ° în raport cu ecliptica.